# Kinloss
Kinloss är en ort i Storbritannien.   Den ligger i kommunen Moray och riksdelen Skottland, i den norra delen av landet, 700 km norr om huvudstaden London. Kinloss ligger 7 meter över havet och antalet invånare är 2 011.
Terrängen runt Kinloss är platt åt nordväst, men åt sydost är den kuperad. Havet är nära Kinloss åt nordväst. Runt Kinloss är det glesbefolkat, med 18 invånare per kvadratkilometer. Närmaste större samhälle är Forres, 4,1 km sydväst om Kinloss. I omgivningarna runt Kinloss växer i huvudsak blandskog.